# Карл-Теодор цу Гуттенберг
Карл-Теодор цу Гутенберг(більш повно: Карл Теодор Марія Ніколаус Йоган Якоб Філіп Франц Йозеф Сільвестер Фрайгер фон унд цу Гутенберг, нім. Karl-Theodor ... Freiherr von und zu Guttenberg) (нар. 5 грудня 1971, Мюнхен) — колишній німецький політик, член Бундестагу (2002—2011), генеральний секретар ХСС (листопад 2008 — лютий 2009), міністр економіки та технології (лютий — жовтень 2009), міністр оборони ФРН (жовтень 2009 — березень 2011) в першому уряді Ангели Меркель.
Плагіат у докторській дисертації спричинив політичний скандал та гострі дебати у суспільстві і призвів до відставки Гуттенберга з усіх посад 1 березня 2011 року.

## Біографія

### Сім'я
Походить з франконського аристократичного роду Гуттенбергів, що веде свій родовід, згідно з архівними свідченнями, від 1158 року. Щоправда, деякі ЗМІ критично уточнюють, що того часу предки Гуттенберга були лише поплічниками «лицарів»-розбійників). У 1700 р. його предки отримали від кайзера Леопольда I титул «фрайгер», що в табелі шляхетності відповідає титулу барон. Його прадід Карл Людвиг фон унд цу Гуттенберг (1902—1945), переконаний монархіст, брав участь в змові проти Гітлера влітку 1944 року, за що був страчений гестапо. Його дід, котрий  також звався Карл Теодор, був урядовцем — у 1960-х роках обіймав посаду держсекретаря у відомстві знаного своїм нацистським минулим бундесканцлера Курта Георґа Кісінгера. Його батько, Енох цу Гуттенберг — за фахом диригент, власник великих нерухомостей. Мати — графиня Крістіане фон унд цу Ельтц (нар. 1951). У 1977 році батьки розлучились, після чого мати другим шлюбом одружилася з Адольфом Генкель-фон Ріббентропом (сином Йоахіма фон Ріббентропа та онуком індустріального магната Отто Генкеля). А батько одружився з італійською диригенткою Любкою Б'яджоні. Після розлучення батьків юний Карл-Теодор ріс разом зі своїм молодшим братом Філіпом (нар. 1973) у батька в родовому замку Гуттенберг, що знаходиться в однойменному селищі, адміністративний район Кульмбах (Верхня Франконія). Від інших шлюбів батьків він має ще чотирьох прийомних братів та сестер. 2010 року діловий часопис «Manager Magazin» оцінив власність батька Еноха в 400 млн євро, зарахувавши його до «500 найбагатших німців».
За конфесією, як і більшість баварців, належить до римо-католицької церкви.

### Початок кар'єри
За освітою -  правник, у 2007—2011 роках мав науковий ступінь доктора права. Серед близьких колег отримав прізвисько КТ.
Одружений, має двох дочок (2001 і 2002 р.нар.). Дружина — Штефанія фон Бісмарк-Шенгаузен (походить з роду Бісмарків).
- Військову службу ніс солдатом у гірськострілецьких військах Бундесверу в Міттенвальді. Після додаткового 6-місячного навчального курсу отримав військове звання штабний унтерофіцер запасу
- Університетське навчання з фаху «політологія та право», держіспит з фаху, докторська дисертація з фаху «право» (січень 2007)
- Управитель справами фірми «Guttenberg GmbH» у Мюнхені (до 2002)
- Член наглядової ради акціонерного товариства Рьонської клініки (до 2002)
- Вільний журналіст часопису DIE WELT (до 2002)

## Політична кар'єра
- Член робочої групи ХДС/ХСС з комунальної політики
- Віцепрезидент товариства Південно-Східної Європи (до 2005)
- Член Комітету із закордонних справ (по листопад 2008)
- Замісник голови цього ж комітету
- Замісник голови Комітету з оборони
- Голова фракції ХДС/ХСС в комітеті з закордонних справ Бундестагу (2005 — листопад 2008)
- Речник фракції ХДС/ХСС контролю з питань роззброєння та контролю за нерозповсюдженням зброї (по лист. 2008)
- Голова земельного комітету із зовнішньої політики ХСС (по грудень 2008)
- Голова німецько-британської парламентської групи
- Член Парламентських зборів Ради Європи та Західноєвропейського союзу
- Федеральний міністр економіки та технології (лютий-жовтень 2009)
- Федеральний міністр оборони (жовтень 2009 — березень 2011)

## Міністр оборони
На час свого призначення на пост міністра оборони, 28 жовтня 2010 року, став наймолодшим головою цього міністерства в історії ФРН. Виступав за посилення німецького контингенту військ в Афганістані. Він також став ініціатором корінної структурної реформи та модернізації Бундесверу. За реформою Бундесвер повинен з війська загальної мобілізації (військовий обов'язок) перетворитися у професійну армію та, відповідно, чисельно скоротитися. У цій позиції міністр здобув як прихильників, так і критиків.

## Популярність
Згідно з аналізом часопису «Der Stern» у червні 2009 року Гуттенберг посідав серед німецьких політиків 3 місце, отримавши 61 % підтримки серед населення ФРН[джерело?].
На останніх виборах у Бундестаг (вересень 2009) Карл Гуттенберг здобув у своєму виборчому окрузі Клумбах (Верхня Франконія) 68,1 % голосів виборців. Це був найкращий результат на всю історію Федеративної Республіки.
З кінця 2010 року масові опитування населення ФРН вказують на його стійку найвищу популярність серед інших німецьких політиків ФРН. Його рейтинг перевищує рейтинг канцлера Ангели Меркель. Карл цу Ґутенберґ здобув неофіційне звання «найулюбленішого політика» сучасної Німеччини. Багато політичних ЗМІ неодноразово називали його «потенційним майбутнім канцлером»[джерело?].
Партійна еліта ХДС/ХСС пов'язує з фігурою Гуттенберга великі надії. Голова партії ХСС, що останнього часу перебуває в кризі, прем'єр-міністр Баварії Хорст Зеєхофер натякнув Гуттенбергу, що наступного року той може вже замінити Зеєгофера на посаді голови партії. Ангела Меркель з огляду на реальний стан — втрату партією ХДС популярності та  втрати канцлерського крісла, теж ставить на молодого міністра. В партійних кулуарах Ґутенберґа вже почали звати «рятівник» та «канцлер резерву».
Чимало німецьких часописів вважають популярність подружжя Гуттенбергів прикладом феномена гламурності в сучасній політиці[джерело?].

### Випадок з вітрильником «Горьх-Фок»
На початку 2011, після загибелі внаслідок нещасного випадку однієї з кадеток трищоглового вітрильника міністерства оборони «Ґорьх Фок», міністр Гуттенберг рішуче звільнив з поста командира вітрильника капітана Норберта Шольця. Всього, останнім часом, на вітрильнику це вже був другий випадок загибелі дівчини-кадета. Згодом Карл цу Гуттенберг своїм міністерським указом  вивів щогловик «Ґорьх Фок» зі складу військово-морського флоту ФРН.
Цей рішучій адміністративний захід викликав критику в рядах як політичних опонентів з лівих партій Бундестагу, так і з боку професійних військових — професійної спілки офіцерів Бундесверу. Офіцери скаржилися на поспішність заходів, недостатнє попереднє розслідування та аналіз випадку.

### Звинувачення в плагіаті
В середині лютого 2011 року професор політології багатьох німецьких університетів, голова «Німецького товариства дослідження політичної думки» професор Барбара Ценпфеніґ звинуватила Карла цу Гуттенберга у плагіаті. За словами Барбари Ценпфеніґ, Гуттенберг списав без посилання на джерело великий шмат тексту вступної частини своєї докторської дисертації зі статті Б.Ценпфеніг 1997 року в часописі Frankfurter Allgemeine Zeitung. Бременський професор-правник Андреас Фішер-Лескано також знайшов у дисертації Гутенберга чимало «позиченого» тексту. А всього аналітики нарахували спочатку понад 20, потім 80 порушень, а інтернет-мережева спільнота ентузіастів виклала на платформі GuttenPlag Wiki на 475 сторінках дисертації загалом 286 сторінок (абзаців та цілих пасажів) — або 72,77 % плагіату від об'єму всієї дисертації (стан на 20.02.2011).
Внаслідок скандалу:
- Дисертаційна комісія університету Байройта розпочала розслідування дисертації на предмет плагіату.
- Бундесканцлер Ангела Меркель зажадала від К.Гуттенберга відповіді
- Лідери політичних фракцій опозиції зажадали відставки Гуттенберга. Лідер фракції «партії зелених», колишній міністр, Юрген Тріттін: «…рівень вимог до підлеглих не відповідає рівню вимог та масштабу, котрі Гутенберг ставить до себе»
- У прокуратуру міста Байройт надійшли дві заяви на порушення Карлом Гуттенбергом Конституційного Закону про інтелектуальну власність.
- Сам Карл Гуттенберг у короткій TV-заяві вдень 18 лютого 2011 визнав, що…Моя дисертація, створена мною особисто, не є плагіатом і я з усією рішучістю відкидаю цей закид. Вона народжувалась упродовж семи років у копіткій роботі, паралельно з моєю професійною і депутатською діяльністю як молодого батька, і, безумовно, в ній є помилки. …За кожну з помилок мені самому соромно найбільше, …я ніколи свідомо не вводив в оману і не приховував чужого авторства. …Якщо хтось почувається ображеним через це, або унаслідок некоректного набору чи цитування, або через пропущене посилання, за загалом 1300 посилань та 475 сторінок, то мені щиро шкода. …Я буду активно допомагати розслідуванню, …я тимчасово не буду користуватися титулом «доктор» до кінця розслідування[20].[21][22]

Перша реакція німецьких ЗМІ
- Оглядачі згадали, що і дисертація Гельмута Коля, свого часу, викликала посмішки, бо звалася вона «дуже провінційно» і посилалася тільки на тексти англомовних авторів, котрих Гельмут Коль навряд чи зміг сам всі прочитати[джерело?].
- Згадана була також дисертація Путіна, котра була просто нахабно скопійована з американських джерел. Сам колишній російський президент у своїй відповіді перевів «провину» на своїх підлеглих.

Слухання Бундестагу від 23 лютого 2011 р.
Комісія університету Байройта визнала факт плагіату

## Відставка
1 березня 2011 року Карл-Теодор цу Гуттенберг подав у відставку з посади міністра оборони та з усіх інших політичних посад, включно депутата Бундестага.
Попри це, президент університету Байройт проф. Р. Борманн сказав, що дисертаційна комісія університету і далі проводитиме розслідування на предмет свідомого плагіату

## Від'їзд з Німеччини
Внаслідок скандалу Карл-Теодор цу Гуттенберг разом із дружиною та дітьми покинув Німеччину і подався до США. Там він купив собі будинок у штаті Коннектикут. Конкретна його адреса європейським ЗМІ невідома. Згодом, як стало пізніше відомо, він став працювати на американську аналітичну компанію Center for Strategic and International Studies (CSIS). В грудні 2011 року єврокомісар Нелі Крус (Neelie Kroes, Нідерланди, НПСД) взяла його у свій штат «радником з питань інтернету».

## Торт в обличчя
В період короткочасного перебування на батьківщині в лютому 2012 року в одному з берлінських кафе невідомий підійшов до Гуттенберга і заїхав йому в обличчя кремовим тортом. Гуттенберг не розгубився, не став кликати охорону, що була поруч, а покуштувавши торт пальцями з обличчя та облизавши їх, промовив: «Я вже боявся що тут зголоднію. Але ця людина пожаліла мене. Який чудовий Шварцвальдський вишневий торт! Наступного разу, будь ласка з вершковим сиром». Цей інцидент під назвою «малий торт замість багатьох слів» (нім. Kleine Torte statt vieler Worte) був опублікований на YouTube

## Нагороди
- Премія «Квадрига» 2010 року[30].